# Faruk I. Egiptovski
Kralj Faruk I., egiptovski politik, * 11. februar 1920, † 18. marec 1965.
Faruk je bil zadnji vladar Egipta od leta 1936 do 1952.
1. 1 2  Find a Grave — 1996.
2. 1 2  Brockhaus Enzyklopädie
3. ↑  Munzinger Personen